# Largo Winch (película)
Largo Winch es una película francesa, basada en el cómic homonino de Philippe Francq y Jean Van Hamme. Fue dirigida por Jérôme Salle y estrenada en 2008.

## Sinopsis
Nerio Winch (Miki Manojlovic) es encontrado muerto, posiblemente ahogado. Su muerte es sospechosa, ya que es el fundador y principal accionista de una gran empresa llamada W Group. Esto planteará problemas con su herencia, dado que no tuvo familia. Sin embargo, Nerio había adoptado en secreto muchos años antes, a un niño de origen bosnio llamado Largo (Tomer Sisley) que, de repente, se encontrará al frente de un imperio financiero, al tiempo que tendrá que desentrañar la conspiración que ha provocado la muerte de su padre.

## Elenco
- Tomer Sisley es Largo Winch.
- Kristin Scott Thomas es Ann Ferguson.
- Miki Manojlović es Nerio Winch.
- Mélanie Thierry es Léa/Naomi.
- Karel Roden es Mikhail Korsky.
- Steven Waddington es Stephan Marcus.
- Anne Consigny es Hannah.
- Radivoje Bukvic es Goran.
- Benedict Wong es Wiliam Kwan.